# Bellardia maroccana
Bellardia maroccana är en tvåvingeart som först beskrevs av Villeneuve 1941.  Bellardia maroccana ingår i släktet Bellardia och familjen spyflugor. Inga underarter finns listade i Catalogue of Life.